# Бокаюва (микрорегион)

Бокаюва на карте.

Бокаюва (порт. Microrregião de Bocaiúva) — микрорегион в Бразилии, входит в штат Минас-Жерайс. Составная часть мезорегиона Север штата Минас-Жерайс. Население составляет 68 624	человека (на 2010 год). Площадь — 7894,402	км². Плотность населения — 8,69	 чел./км².

## Демография
Согласно сведениям, собранным в ходе переписи 2010 г. Национальным институтом географии и статистики (IBGE), население микрорегиона составляет:						
| Полное население                             | Полное население                             | Полное население                             | Полное население                             | 68 624 |
| -------------------------------------------- | -------------------------------------------- | -------------------------------------------- | -------------------------------------------- | ------ |
| в том числе:                                 | Городское население                          | 50 438                                       | Процент городского населения, %              | 73,50  |
|                                              | Сельское население                           | 18 186                                       | Процент сельского населения, %               | 26,50  |
|                                              | Мужское население                            | 34 675                                       | Процент мужского населения, %                | 50,53  |
|                                              | Женское население                            | 33 949                                       | Процент женского населения, %                | 49,47  |
| Плотность населения, чел/км²                 | Плотность населения, чел/км²                 | Плотность населения, чел/км²                 | Плотность населения, чел/км²                 | 8,69   |
| Население микрорегиона в % к населению штата | Население микрорегиона в % к населению штата | Население микрорегиона в % к населению штата | Население микрорегиона в % к населению штата | 0,35   |

## Состав микрорегиона
В составе микрорегиона включены следующие муниципалитеты:
1. Бокаюва
2. Энженьейру-Наварру
3. Франсиску-Думонт
4. Гуарасиама
5. Ольюс-д’Агуа